# Matylda Fríská
Matylda Fríská (1024?–1044) byla francouzská královna, první manželka krále Jindřicha I.

## Život
Jindřich I. nastoupil na francouzský trůn roku 1031 po smrti svého otce a jeho mladší bratr Odo nárokoval o rok později uprázdněný burgundský trůn, s čímž nesouhlasil další zájemce císař Konrád II. Společný protivník sblížil Jindřicha s Konrádem, a proto se roku 1033 v Deville krom spojenectví zpečetila i sňatková dohoda – Jindřich si měl vzít Konrádovu dceru Matyldu; plánovaný sňatek ztroskotal příštího roku dívčinou smrtí.
Císař již neměl další vhodnou dceru na vdávání, a proto se dětskounevěstou stala Matylda Fríská, vnučka císařovny Gisely. Matyldě bylo v době sňatku deset let, přesto není pochyb o tom, že manželství bylo krátce po oddavkách naplněno. Matylda nicméně otěhotněla až deset let po svatbě. Dcera musela být přivedena na svět císařským řezem; tento zákrok Matylda nepřežila a krátce nato zemřelo i dítě. Matylda byla pohřbena v Saint-Denis.